# Mestre Azulão
Mestre Azulão, nome artístico de José João dos Santos (Sapé, 8 de janeiro de 1932 — Rio de Janeiro, 12 de abril de 2016), foi um cantor, compositor, poeta, cordelista e repentista brasileiro.

## Biografia
Aos 17 anos, saiu da Paraíba para o Rio de Janeiro na década de 40, onde trabalhou como pedreiro e porteiro até ficar conhecido por suas cantorias e versos como Mestre Azulão. Foi um dos fundadores da tradicional Feira de São Cristóvão, no Rio de Janeiro, posteriormente rebatizada como Centro de Tradições Nordestinas e até 2014, era o único fundador ainda vivo e o cordelista mais antigo. Tinha apenas o ensino primário concluído e afirmava que: "Arte não se aprende na escola".
Possuindo mais de 400 livros de literatura de cordel lançados, ele possuia sua própria barraquinha de cordéis na Feira de São Cristóvão, onde os vendia em grande quantidade. Apresentou-se inúmeras vezes em universidades brasileiras e estrangeiras.
Na década de 1960, durante a Ditadura Militar Brasileira, sofreu repressão e censura por seus versos contestarem o regime. 
Em 2007, lançou o livro A Feira Nordestina, Foi Assim que Começou, pela Tupynanquim Editora, em que conta a história da criação da Feira de São Cristóvão. 
Em 2011, publicou o livro Contos e Cantos da Feira, da série Etsedron-Nordeste ao contrário.
Morreu em 12 de abril de 2016, aos 84 anos.